# PzKpfw I Ausf A - Munitionsschlepper Sd.Kfz. 111
De PzKpfw I Ausf A - Munitionsschlepper Sd.Kfz. 111 is een variant op de A-uitvoering van het Duitse pantservoertuig Panzerkampfwagen I. De lichte tank werd gebruik als een gepantserde munitiewagen in de Duitse Pantserregimenten tijdens de Tweede Wereldoorlog.

## Achtergrond
In 1939 werden 51 stuks Panzerkampfwagen I, uitvoering A geconverteerd naar de PzKpfw I Ausf A - Munitionsschlepper Sd.Kfz. 111. De omvorming bestond erin om de geschutskoepel te verwijderen en de opening, die ontstond, te dichten met een bepantserd luik om zo bescherming te bieden aan de lading en twee bemanningsleden.
Vanaf 1942 tot 1943 werden alle nog bestaande Panzerkampfwagen I voertuigen omgevormd tot twee nieuwe versies munitiedragers: de PzKpfw Ia en Ib - Munitionsschlepper Sd.Kfz.3 III. In de lente van 1942 werden bij de Panzerkampfwagen I voertuigen, zoals bij de Sd.Kfz. 111, ook de geschutskoepel weggenomen maar nu werd een grote stalen doos in de plaatse gemonteerd (PzKpfw Ia). Vanaf begin 1943 werd gevraagd om bij alle overblijvende PzKpfw I voertuigen niet alleen de geschutskoepel te demonteren maar ook de gehele bovenstructuur (de zogenaamde Munitionsschlepper ohne Aufbau). In de meeste gevallen werd alleen de geschutskoepel verwijderd en bleef men de bovenstructuur behouden.

## Dienstjaren
De PzKpfw I Ausf A - Munitionsschlepper Sd.Kfz. 111 werd ontwikkeld om de Pantser regimenten te voorzien van een bepantserd voertuig om munitie aan te voeren naar de tanks in de frontlinies. De Sd.Kfz. 111 deed dienst tijdens de Duitse invasies in Polen (1939) en Frankrijk (1940). De PzKpfw Ia (de Munitionsschleppers uit 1942) deden dienst in verscheidene pantser formaties waaronder de 1. SS-Panzer-Division Leibstandarte-SS Adolf Hitler. De PzKpfw Ia und Ib - Munitionsschlepper Sd.Kfz.3 III bleven in dienst tot na 1943. De geschutskoepels die werden verwijderd van de Panzerkampfwagen I deden dienst in vaste opstellingen (forten, verdedigingslinies). In mei 1944 werden 511 van de 611 beschikbare PzKpfw I geschutskoepels gebruikt in deze nieuwe rol op de Atlantik Wall, de Pomeranian Wall en in het Kostrzyn gebied.